# Морски домат
Морските домати (Halocynthia papillosa) са вид асцидии от семейство Pyuridae.
Таксонът е описан за пръв път от Карл Линей през 1767 година.